# Santiago de Veraguas
Pour les articles homonymes, voir Santiago (homonymie).
Santiago de Veraguas est la capitale de la province de Veraguas. Santiago est située dans le sud de Veraguas près de la frontière avec la province d'Herrera. La ville compte 50 877 habitants en 2010.
L'Estadio Omar Torrijos Herrera, enceinte de 7 000 places, accueille les rencontres du club local de baseball du CB Veraguas, champion national en 1984.

## Personnalités
- Omar Torrijos (1929-1981) est né à Santiago de Veraguas.